# 謝爾博-斯洛比德卡
50°45′4″N 27°48′39″E / 50.75111°N 27.81083°E
謝爾博-斯洛比德卡（烏克蘭語：Сербо-Слобідка），是烏克蘭北部的村莊，隸屬日托米爾州的茲維亞赫爾區。該村面積3.18平方公里，海拔高度211米，2001年人口521，人口密度每平方公里163.99人。